# Taxiphyllum inundatum
Taxiphyllum inundatum là một loài Rêu trong họ Hypnaceae. Loài này được Reimers mô tả khoa học đầu tiên năm 1931.